# Orden Pour mes Amis
Der Orden Pour mes Amis wurde im Jahre 1809 von Fürst Carl zu Isenburg, der durch den Rheinbund Souverän des Fürstentums Isenburg geworden war, als Haus- und Verdienstorden in einer Klasse gestiftet.
Das Ordenszeichen ist ein achtspitziges, goldgerändertes Malteserkreuz mit goldenen Kügelchen auf den Kreuzspitzen. Die Kreuzarme sind blau emailliert. Im Medaillon, das von einem weiß emaillierten Reif mit der Inschrift A SES AMIS 1809 ((seinen Freunden 1809)) umschlossen ist, auf rot emaillierten Grund die goldene Initiale C (Carl). Rückseitig im Reif die Inschrift ELLE SOUTIENT L’AMITIE ((der Anker stützt die Freundschaft)) und mittig, ebenfalls auf rot emaillierten Grund, ein goldener Anker.
Getragen wurde das Ordenszeichen an einem taubenblauen Band mit gelben Randstreifen auf der linken Brustseite.